# Galerie (architecture)
Pour les articles homonymes, voir Galerie.

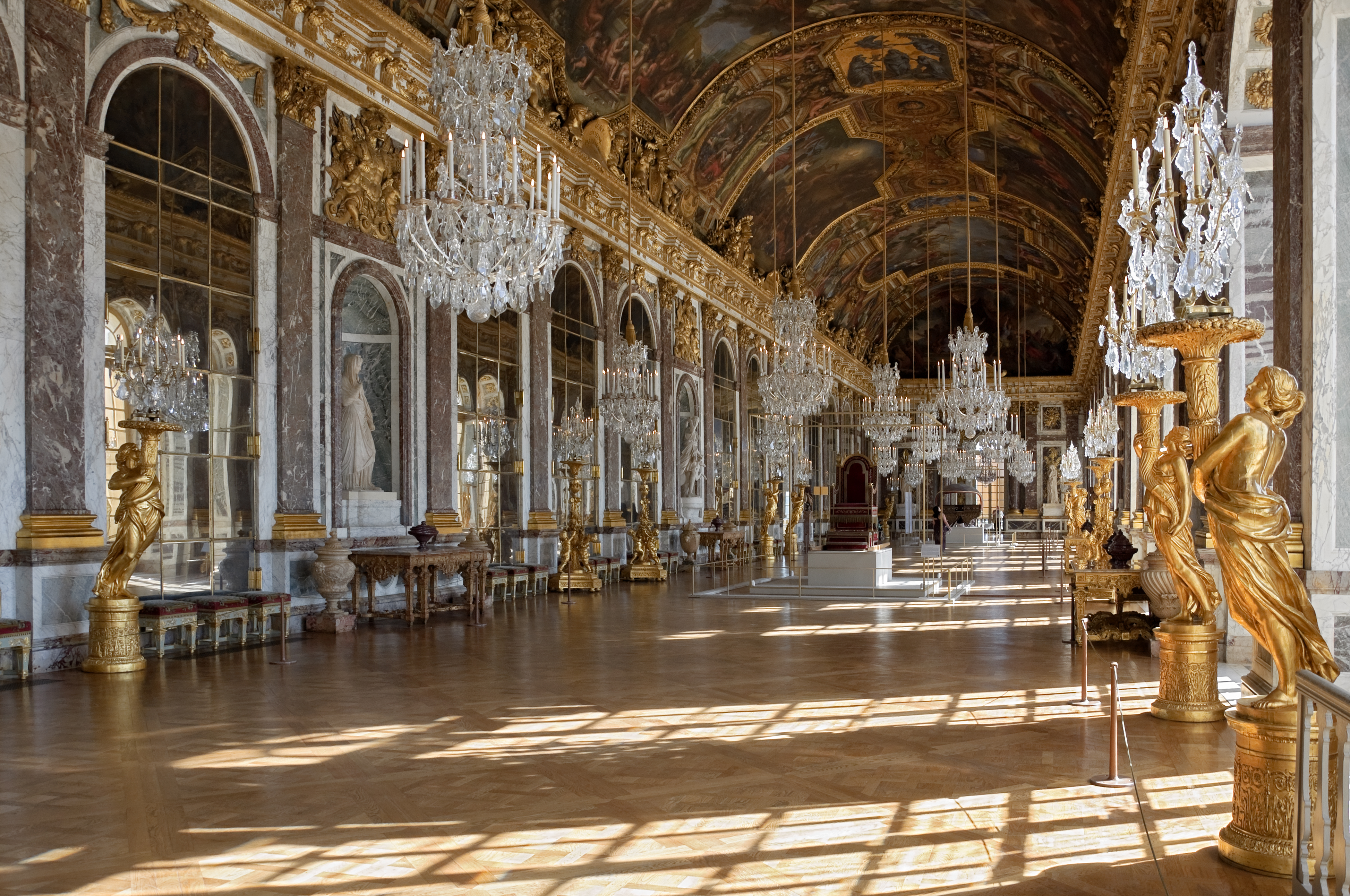
Vue de la galerie des Glaces à Versailles.

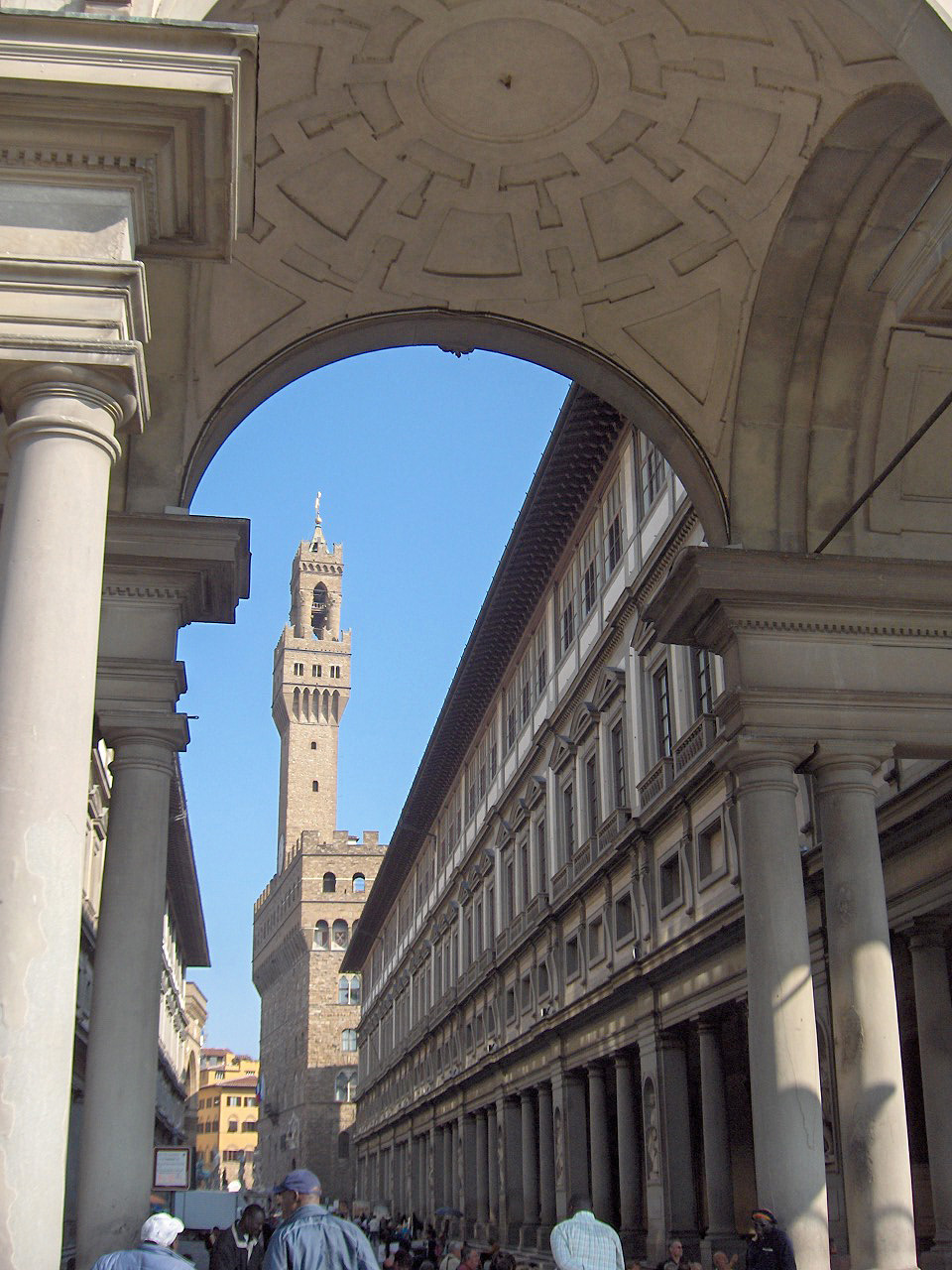
Vue de la galerie des Offices à Florence.

Une galerie est un espace couvert ayant une fonction de lieu de séjour et de lieu de circulation.
Ce type de pièce se caractérise par une longueur très grande en proportion d'une largeur réellement importante et une hauteur variable, de basse à haute, mais établie selon son usage.
Elle est à l'origine composée de travées de voûtes dans les édifices, depuis l'architecture antique orientale. Son caractère de construction à mur massifs et sa signification d'espace à traverser, l'obligation d'effectuer un trajet, atteste la présence de l'autorité qui l'a construite. Cette conception religieuse ou profane s'est prolongée jusqu'au XIXe siècle.
Le modèle initial de galerie est employé dans l'architecture religieuse : dans une église, la nef ou vaisseau est un lieu de rassemblement et de recueillement qui, en même temps, oblige à un parcours de la porte à l'autel. Avec les demi-étages qui bordent la galerie on retrouve cette conception dans bien des édifices publics d'une certaine importance (immeubles de bureaux, bibliothèques, etc.).
Une galerie est :

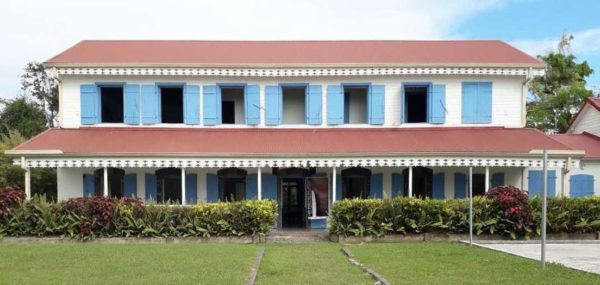
Exemple de galerie en Martinique (ancienne maison des maîtres de l'habitation Gradis).

- un lieu de séjour et d'apparat à l'intérieur d'un édifice comme la galerie des Glaces du château de Versailles ;
- un lieu de passage ou de promenade, couvert, beaucoup plus long que large[2], ménagé à l'extérieur en façade en soubassement du bâtiment comme la galerie des Offices de Florence ;
- un lieu de séjour et de passage fournissant de l'ombre en bordure d'un jardin intérieur qui peut former un patio ;
- une partie couverte qui entoure partiellement ou entièrement les maisons dans les régions tropicales (appelée « varangue » dans les Mascareignes) ou au Québec[3].
- dans un théâtre, un balcon à encorbellement, à plusieurs rangs de fauteuils établis sur le pourtour de la salle. Emplacement réservé aux spectateurs, il se distingue de la tribune en encorbellement en ce que cet espace n'a pas l'aspect d'une pièce ;
- un lieu d'exposition à la fois haut et plus long que large, comme les espaces dont se compose par exemple le Grand Palais à Paris ; cette forme a donné les galeries d'art au sens moderne dont la forme n'importe pas ;
- un lieu de commerce, un ensemble de boutiques arrangées en un passage entre deux rues sous une charpente métallique vitrée. Cette forme de centre commercial a donné les galeries commerciales au sens moderne dont la forme n'importe pas ;
- un passage souterrain ou couvert, à l'origine militaire : passage pratiqué par l'assiégeant pour s'approcher d'une place forte (appelée aussi « mine » ou anciennement « galerie de sape » opérée par les sapeurs du corps militaire du génie) ; cette forme a donné les galeries d'accès sous voirie au sens moderne dont l'usage n'est pas militaire ;
- dans un immeuble, un passage technique horizontal plus vaste qu'une gaine, en général accessible pour le personnel de service et protégé du public, pour des câbles et des tuyaux : il s'agit alors d'une galerie technique.

## Galerie

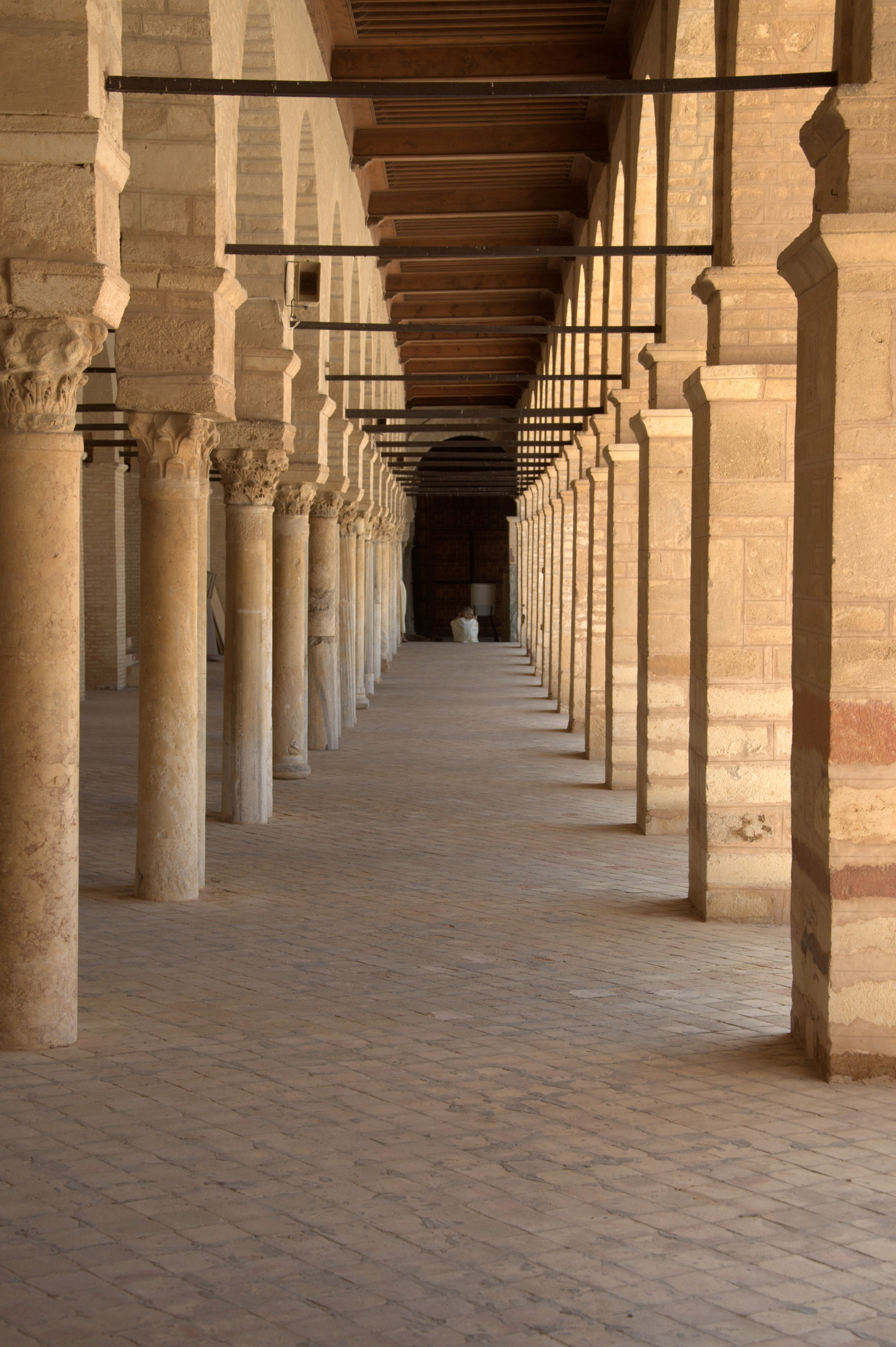
Vue d'une galerie bordant la cour de la grande mosquée de Kairouan (Tunisie.)
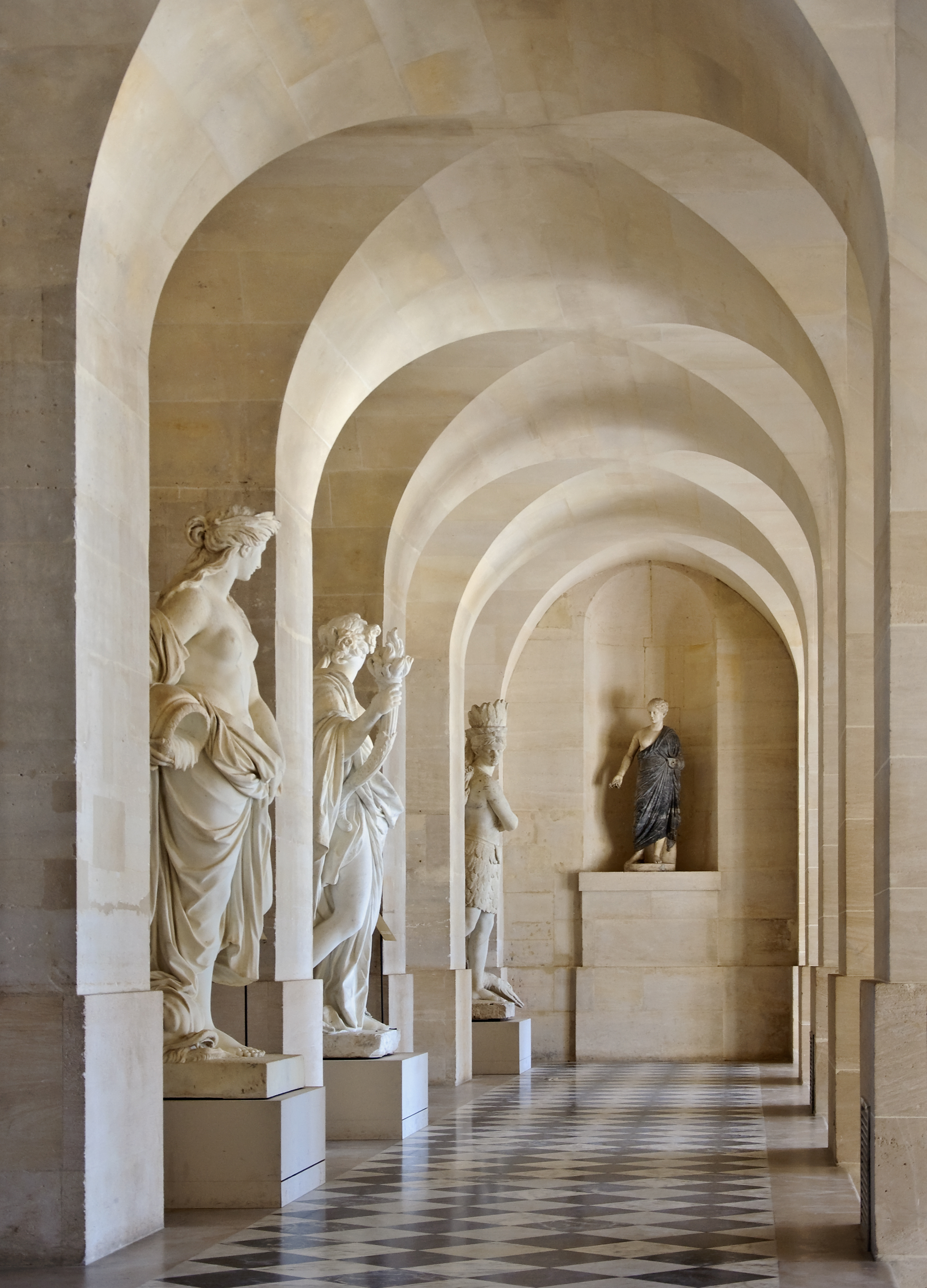
Vue de la galerie basse, au rez-de-chaussée du château de Versailles.
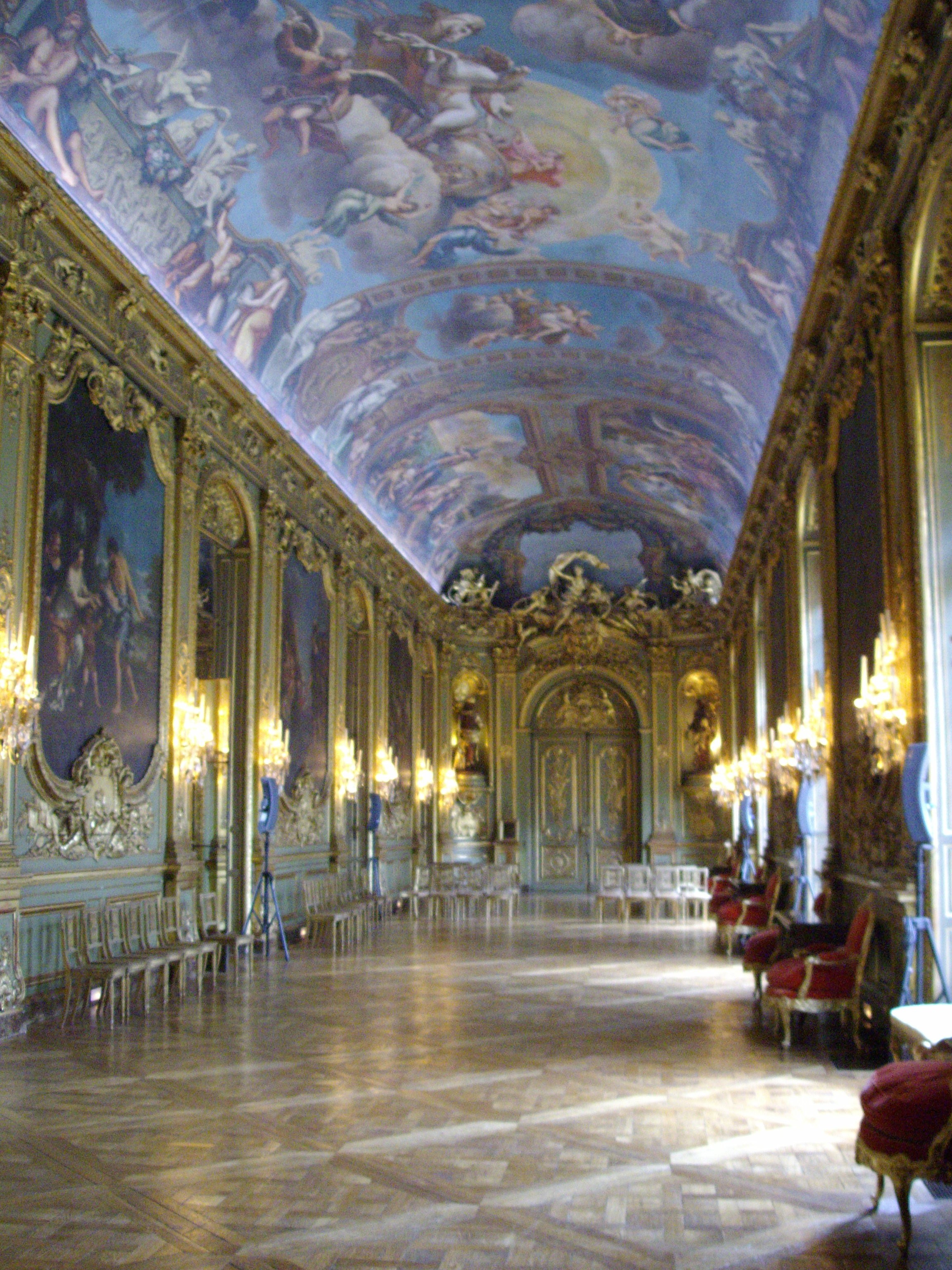
Vue de la Galerie dorée de l'hôtel de Toulouse.